# Tajun
Tajun is een bestuurslaag in het regentschap Buleleng van de provincie Bali, Indonesië. Tajun telt 4352 inwoners (volkstelling 2010).